# 高松市立香西小学校
高松市立香西小学校（たかまつしりつ こうざいしょうがっこう）は、香川県高松市香西南町にある市立小学校。

## 概要
高松市の北西部、香西地区に位置する小学校である。

## 学校データ
- 児童数：552人（2014年度[1]）
- 児童愛称：香西っ子

学校施設（2016年5月1日時点）
- 普通教室：24教室
- 特別教室：13教室
- 校舎面積：5853m2
- 体育館面積：1066m2

服装規定
- 制服：あり（通年必用）
- 防寒着：不明

## 歴史

### 年表
- 2004年（平成16年）4月1日 - 高松市立小中学校全校で3学期制を廃して2学期制を導入。
- 2013年（平成25年）4月1日 - 高松市立小中学校全校で3学期制に移行。

### 全校児童数の推移
香西小学校の児童数は横ばい状態だったが近年は減少傾向である。
- 1999年度：614人
- 2000年度：568人（-46人）
- 2001年度：575人（+7人）
- 2002年度：565人（-10人）
- 2003年度：562人（-3人）
- 2004年度：580人（+18人）
- 2005年度：585人（+5人）
- 2006年度：598人（+13人）
- 2007年度：620人（+22人）
- 2008年度：628人（+8人）
- 2009年度：631人（+3人）
- 2010年度：620人（-11人）
- 2011年度：626人（+6人）
- 2012年度：598人（-28人）
- 2013年度：555人（-43人）
- 2014年度：552人（-3人）

## 教育目標
豊かな心をもち、自ら考え実行する、たくましい子どもの育成
児童像
- 元気な子
- 考える子
- やさしい子

## 通学区域
通学区域は高松市香西地区のほぼ全域並びに鬼無地区の一部。
- 高松市
  - 香西本町
  - 香西東町（598番地を除く）
  - 香西西町
  - 香西南町
  - 香西北町（下笠居小学校区を除く）
  - 鬼無町是竹292番地～354番地、357番地

## 進学先中学校
- 高松市立勝賀中学校

## 校区内の主な施設
- 香川県道16号高松王越坂出線 （さぬき浜街道）
- JR予讃線香西駅 - 高松貨物ターミナル駅（四国桃太郎貨物駅）
- 高松市西消防署
- 香西寺
- マルナカ香西店
- 生活協同組合コープかがわコープ香西
- イオンモール高松
- DCMダイキ香西店

## 交通
- ことでんバス下笠居・香西線 香西バス停より徒歩2分
- JR予讃線香西駅より徒歩17分（1.4km）